# 145e méridien est
En géographie, le 145e méridien est est le méridien joignant les points de la surface de la Terre dont la longitude est égale à 145° est.

## Géographie

### Dimensions
Comme tous les autres méridiens, la longueur du 145e méridien correspond à une demi-circonférence terrestre, soit 20 003,932 km. Au niveau de l'équateur, il est distant du méridien de Greenwich de 16 141 km,.
Avec le 35e méridien ouest, il forme un grand cercle passant par les pôles géographiques terrestres.

### Régions traversées
En commençant par le pôle Nord et descendant vers le sud au pôle Sud, Le 145e méridien est passe par:
| Coordonnées           | Pays, territoires ou mers | Notes |
| --------------------- | ------------------------- | --- |
| 90° 00′ N, 145° 00′ E | Océan Arctique            | |
| 75° 37′ N, 145° 00′ E | Russie                    | République de Sakha — île Kotelny, îles de Nouvelle-Sibérie |
| 75° 27′ N, 145° 00′ E | Mer de Sibérie orientale  | |
| 72° 35′ N, 145° 00′ E | Russie                    | République de Sakha Oblast de Magadan — de 62° 14′ N, 145° 00′ E Krai de Khabarovsk — de 62° 01′ N, 145° 00′ E |
| 59° 22′ N, 145° 00′ E | Mer d'Okhotsk             | Passe juste à l'est de l'île de Sakhaline, Oblast de Sakhaline, Russie (à 48° 39′ N, 144° 45′ E) |
| 44° 04′ N, 145° 00′ E | Japon                     | Préfecture de Hokkaidō — île d'Hokkaidō |
| 42° 59′ N, 145° 00′ E | Océan Pacifique           | Passe juste à l'est de l'île de Farallon de Pajaros, Îles Mariannes du Nord (à 20° 32′ N, 144° 54′ E) Passe juste à l'ouest de l'île Rota, Îles Mariannes du Nord (à 14° 07′ N, 145° 07′ E) Passe juste à l'est de Guam (à 13° 35′ N, 144° 57′ E) Passe juste à l'ouest des Îles Hermit, Papouasie-Nouvelle-Guinée (à 1° 33′ S, 145° 01′ E) et traverse la mer de Bismarck |
| 4° 03′ S, 145° 00′ E  | Papouasie-Nouvelle-Guinée | Île de Manam |
| 4° 07′ S, 145° 00′ E  | Océan Pacifique           | Mer de Bismarck |
| 4° 19′ S, 145° 00′ E  | Papouasie-Nouvelle-Guinée | |
| 7° 49′ S, 145° 00′ E  | Mer de Corail             | Passe juste à l'est de l'Île Howick (en), Queensland, Australie (à14° 30′ S, 144° 59′ E) |
| 14° 45′ S, 145° 00′ E | Australie                 | Queensland Nouvelle-Galles-du-Sud — de 29° 00′ S, 145° 00′ E Victoria — de 35° 51′ S, 145° 00′ E, passe à travers Melbourne (à 37° 50′ S, 144° 55′ E) |
| 37° 57′ S, 145° 00′ E | Baie de Port Phillip      | |
| 38° 16′ S, 145° 00′ E | Australie                 | Victoria — Péninsule de Mornington |
| 38° 29′ S, 145° 00′ E | détroit de Bass           | Passe juste à l'est de Île Three Hummock (en), Tasmanie, Australie (à 40° 25′ S, 144° 58′ E) |
| 40° 41′ S, 145° 00′ E | Australie                 | Tasmanie — Île Robbins (Tasmanie)) (en) et l'île principal de Tasmanie |
| 41° 46′ S, 145° 00′ E | océan Indien              | Les autorités australiennes considèrent cette zone comme partie de l'océan Austral[3],[4] |
| 60° 00′ S, 145° 00′ E | Océan Austral             | |
| 67° 00′ S, 145° 00′ E | Antarctique               | Territoire antarctique australien, partie de l'Antarctique revendiqué par l' Australie |